# Warrea costaricensis
Warrea costaricensis är en orkidéart som beskrevs av Rudolf Schlechter. Warrea costaricensis ingår i släktet Warrea och familjen orkidéer. Inga underarter finns listade i Catalogue of Life.